# نقطه‌های نور
نطقه‌های نور (به انگلیسی: Points of Light) نام یک سازمانی غیرانتفاعی و غیروابستهٔ بین‌المللی است که دفتر مرکزی آن در ایالات متحده آمریکا قرار دارد. هدف این سازمان، تلاش برای مشارکت اشخاص و منابع بیشتر به صورت داوطلب، در حل مشکلات حاد اجتماعی است.
این سازمان در سال ۱۹۹۰ توسط جرج اچ. دابلیو بوش، ریاست جمهور وقت ایالات متحده، تأسیس شد.